# Pedro Miguel Pauleta
Pedro Miguel Pauleta, född 28 april 1973, är en portugisisk före detta professionell fotbollsspelare (anfallare) som mellan 1997 och 2006 spelade 86 matcher och gjorde 47 mål för det Portugisiska landslaget.

## Klubblagskarriär
Under sin tid i franska Paris Saint-Germain och Bordeaux vann han skytteligan vid tre tillfällen (2002, 2006 och 2007) och blev utsedd till den franska ligans bästa spelare två gånger (2002 och 2003). Han är Paris Saint-Germains näst mesta målskytt genom tiderna och tredje mesta i Bordeaux.

## Landslagskarriär
Pauleta debuterade i det portugisiska landslaget 1997. Han deltog i två EM-turneringar (EM 2000 och EM 2004) samt två VM-turneringar (VM 2002 och VM 2006).
I en landskamp mot Lettland i oktober 2005 gjorde Pauleta sitt 41:a och 42:a landslagsmål och passerade därmed Eusebio som Portugals mesta målskytt genom tiderna.

## Meriter
Deportivo La Coruna
- Spanska ligan: 1999-2000

Bordeaux
- Franska ligacupen: 2002

Paris Saint-Germain
- Franska cupen: 2004 och 2006
- Franska ligacupen: 2008